# Tau2 Lupi
Título a ser usado para criar uma ligação interna é Tau2 Lupi.
Tau2 Lupi (10 Lupi) é uma estrela na direção da constelação de Lupus. Possui uma ascensão reta de 14h 26m 10.80s e uma declinação de −45° 22′ 45.3″. Sua magnitude aparente é igual a 4.33. Considerando sua distância de 314 anos-luz em relação à Terra, sua magnitude absoluta é igual a −0.59. Pertence à classe espectral A7:+....